# Plaimbois-Vennes
Plaimbois-Vennes – miejscowość i gmina we Francji, w regionie Burgundia-Franche-Comté, w departamencie Doubs.
Według danych na rok 1990 gminę zamieszkiwały 53 osoby, a gęstość zaludnienia wynosiła 5 osób/km² (wśród 1786 gmin Franche-Comté Plaimbois-Vennes plasuje się na 690. miejscu pod względem liczby ludności, natomiast pod względem powierzchni na miejscu 401.).